# لس ناپولیتوس، تگزاس
لس ناپولیتوس (به انگلیسی: Los Nopalitos) یک منطقهٔ مسکونی در ایالات متحده آمریکا است که در تگزاس واقع شده‌است. لس ناپولیتوس ۶۲ نفر جمعیت دارد.